# Agip

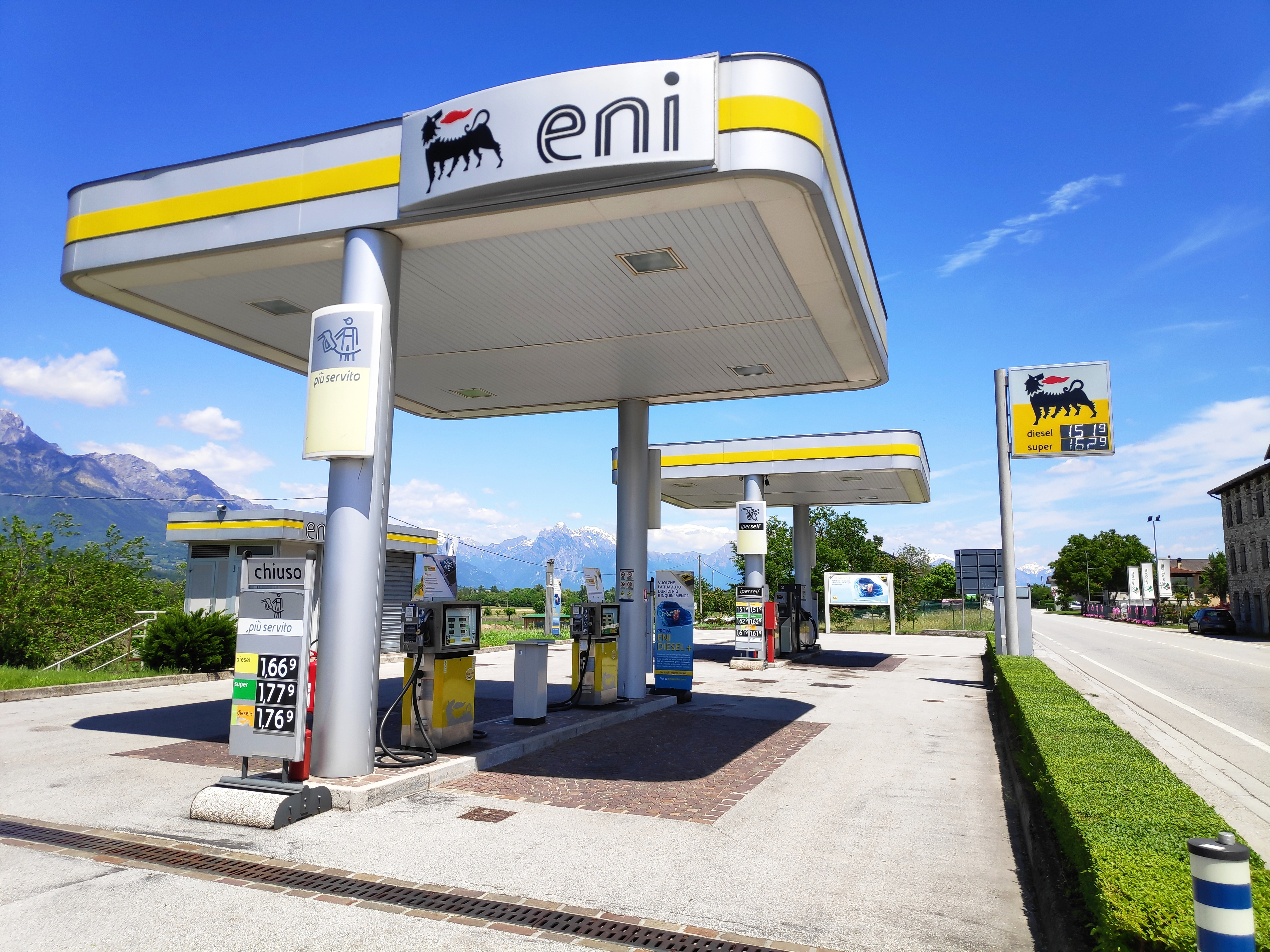
Eni Tankstelle

Agip (Akronym für Azienda Generale Italiana Petroli) und Enistation sind Markennamen des Tankstellennetzes des italienischen Mineralöl- und Energiekonzerns Eni.
Das Unternehmen wurde im Jahr 1926 gegründet und 1953 in die neu gegründete Eni integriert.

## Tankstellennetz

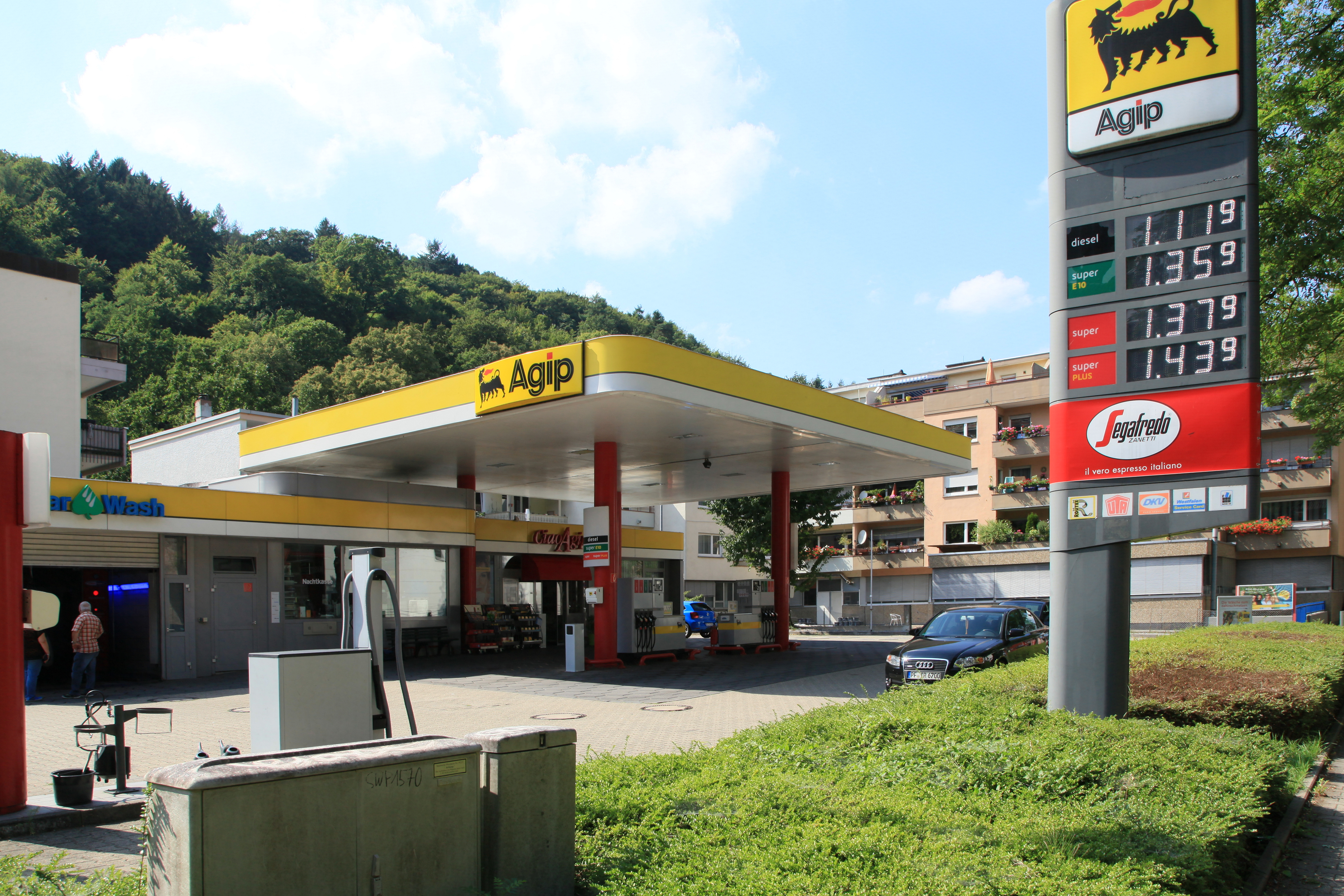
Eni-Tankstelle mit Aufschrift Agip

Europaweit betreibt Eni unter den Markennamen Agip und Enistation rund 5400 Tankstellen, Tankstellenshops sowie Autobahnraststätten, davon etwa 4350 in Italien, womit Eni der größte Tankstellennetz-Betreiber des Landes ist, 480 in Deutschland, 320 in Österreich, 285 in der Schweiz und 180 in Frankreich.

## Logo
Als Logo der Tankstellen nutzt Eni heute Bestandteile des aktuellen Firmenlogos, welches einen feuerspeienden schwarzen Hund mit sechs Beinen auf teils gelbem Hintergrund mit dem Schriftzug eni im unteren Teil zeigt.
Der Entwurf des Bildhauers Luigi Broggini wurde 1952 in einem Wettbewerb von Eni aus 4000 Vorschlägen ausgewählt. Die sechs Beine des imaginären Tieres stehen für die beiden Beine des Fahrers und die vier Räder eines Autos.
Der Markenauftritt erfolgt sukzessive neu mit dem sechsbeinigen Hund plus Schriftzug eni. Damit wird die Aufschrift Agip abgelöst.
